# Heterorachis defossa
Heterorachis defossa là một loài bướm đêm trong họ Geometridae.